# ジンジャーの朝 〜さよなら、わたしが愛した世界
『ジンジャーの朝 〜さよなら、わたしが愛した世界』（原題:Ginger & Rosa）は2012年にイギリスなど4カ国で製作された青春映画である。監督はサリー・ポッター、主演はエル・ファニングとアリス・イングラートが務めた。

## ストーリー
1945年、ロンドン。ナタリーは病院のベッドで産気付いた。陣痛で意識が朦朧とする中、隣のベッドにいたアノウシュカがナタリーの手を握って必死に励ましていた。そのお陰もあって、ナタリーは無事に子供を出産することができた。それ以来、ナタリーとアノウシュカの交友は続いた。ナタリーの娘であるジンジャーとアノウシュカの娘であるローザも幼い頃から親友として育っていった。ローザがまだ幼いにも拘わらず、彼女の父親が家庭を捨ててしまったことは、ローザの価値観に大きな影響を与えた。
1962年。17歳になったジンジャーとローザはおそろいの服を着るほど仲が良かったが、ローザが酒に手を出し、性に奔放になり始めたことで、2人の関係に溝が生じつつあった。ナタリーはローザがジンジャーに悪影響を与えかねないと考え、2人が交流する様子を苦々しく眺めていた。一方、ジンジャーの父親であるローランドは、ローザとの交友が却って娘の自立につながると楽観視していた。この見解の相違は、すでに亀裂が走っていたナタリーとローランドの結婚生活に一層の緊張をもたらすこととなった。自由気ままに生きてきたローランドは、モテるが故に不倫に興じることがあった。それがナタリーには許せなかったのである。また、ナタリーには、育児のために画家になる夢を諦めたという過去があった。彼女はそれを今でも後悔することがあり、日々の生活がつまらないのは夢を諦めたからではないかという疑念を捨てられずにいた。
ローザが進級試験に落第したため、2人は違う学校に通うこととなった。しかし、2人は頻繁に学校をサボって、一緒に遊んでいた。当然、ジンジャーの成績はどんどん悪化していった。詩人になることを夢見るジンジャーは、反核運動に関心を持ち、各種政治集会に参加するようになった。一方、その奔放な振る舞いとは裏腹に、ローザは敬虔なカトリック教徒であり続けた。ローザはジンジャーを教会へ連れて行き、2人で世界平和を祈願した。その教会で、ジンジャーは2人のマーク司祭とメイ・ベラという女性と意気投合した。
それから間もなくして、ナタリーとローランドは離婚を決断した。引っ越したローランドは独身貴族として、日々の自由な生活を謳歌していた。一方、ナタリーはジンジャーが通う学校の教師たちに「家庭科の授業を増やして下さい」という要望を出した。それは「いつの日か、ジンジャーも私のように専業主婦になるのだろう。だからこそ、娘には不幸な結婚生活を送ってもらいたくない」という親心に由来するものだったが、若すぎるジンジャーにその思いが届くわけもなかった。結局、ジンジャーはローランドの家で暮らすこととなった。
ある日、ローランド、ジンジャー、ローザの3人はボート遊びを楽しんだ。それをきっかけに、ローザはローランドに恋心を抱くようになった。彼女はローランド宛の手紙の中で「私には貴方の心の痛みが分かる」という主旨のことを書いた。親友のジンジャーがローランドの家にいることを口実に、ローザは彼とどんどん接近していった。ジンジャーはその様子を戸惑いながら眺めるしかなかった。耐えかねたジンジャーはナタリーの家に引っ越そうとしたが、ナタリーが絵に没頭している姿を見て、「あの人の人生を邪魔してはいけない。また私のせいで絵を諦めるようなことがあってはならない。」という考えが頭を離れなくなった。ローランドは自分の行動が父親として不適切だという自覚はあったものの、ローザの悲しみに共感するあまり、別れを言い出せなくなってしまった。ローザは自分とローランドなら永遠に愛し合えるだろうと確信していた。そんな彼女に向かって、ジンジャーは「貴方が年を取ったら、父さんはすぐ別の女に乗り換えるわ。母さんがそうだったようにね。」と言い放った。それに対し、ローザは「私はローランドさんの子供を妊娠しているの」と告げた。衝撃で我を忘れたジンジャーは、そのまま反核デモに参加したところ、逮捕されてしまった。独房で精神科医がジンジャーとの対話を試みたが、彼女は何も話さなかった。精神科医は2人のマーク司祭とベラに「ジンジャーが政治運動にのめり込んだのは代償行為であって、彼女は深刻な精神疾患を抱えていると思います」と言った。それを聞いたマーク2世は憤慨し、「ジンジャーは全くもって正気ですよ」と言い放った。
ジンジャーの状況はどんどん悪化していき、ついには「世界が終わってしまう」と錯乱状態に陥るまでに至った。実際のところ、ジンジャーを追い詰めたのは父親であるローランドと親友のローザが恋仲になったことであった。その事実を知ったナタリーは憤慨した。2人のマーク司祭はローランドを「不誠実な男だ」と一喝したが、彼は「ジンジャーは自立した大人の女性なんだ」と言い返した。ローランドはジンジャーが父親としての自分を欲していることを承知していたが、それでもなお、一人の男として自分を愛してくれるローザを捨てるわけにはいかなかった。
ローランドが煮え切らない態度をとり続けたことが、ある悲劇へと繋がってしまうのだった。

## キャスト
- エル・ファニング - ジンジャー
- アリス・イングラート - ローザ
- アレッサンドロ・ニヴォラ - ローランド、ジンジャーの父親。
- アネット・ベニング - メイ・ベラ
- ティモシー・スポール - マーク
- オリヴァー・プラット - マーク2世
- クリスティーナ・ヘンドリックス - ナタリー、ジンジャーの母親。
- ジョディ・メイ - アノウシュカ、ローザの母親。
- ルーク・クラウド - ローザの父親

## 製作
本作の主要撮影はイギリスのケント州一帯で行われた。

## 評価
本作は批評家から高く評価されている。映画批評集積サイトのRotten Tomatoesには107件のレビューがあり、批評家支持率は80%、平均点は10点満点で6.8点となっている。サイト側による批評家の見解の要約は「エル・ファニングは『ジンジャーの朝 〜さよなら、わたしが愛した世界』という見事な青春映画―2人のティーン女性の友情が、核戦争の脅威によってぐらつく様子を描いた物語―で、素晴らしい演技を披露している。」となっている。また、Metacriticには26件のレビューがあり、加重平均値は69/100となっている。